# Trithemis osvaldae
Trithemis osvaldae – gatunek ważki z rodziny ważkowatych (Libellulidae).